# ايلي محفوض
ايلي محفوض (14 آذار 1968 في بيروت) هو سياسي لبناني ورئيس حزب حركة التغـيير وعضو الأمانة العامة لقوى 14 آذار التي ينتمي إليها منذ تشرين 2006.

## حياته الشخصية
ولد ايلي محفوض محفوض في بيروت بتاريخ 14 آذار 1968 لعائلة مسيحية من بلدة عندقت في عكّار، شمال لبنان. نشأ مع عائلته في منطقة فرن الشباك. تلقى تعليمه الابتدائي في مدرسة الفرير حيث أنهى المرحلة الابتدائية، وانتقل بعدها إلى معهد مون لا سال ـ عين سعادة حتى صفّ الفلسفة ــ التحق بكلية الحقوق والعلوم السياسية في الجامعة اللبنانية ونال إجازة في الحقوق، وانتسب عام 1993 إلى نقابة المحامين في بيروت محاميا «متدرجا» في مكتب المحامي رضى الخازن. متزوج من ماريا أبو شقرة ولهما ولدان، ميشال ومارك.

## سيرته السياسية
تتلمذ على يد سعيد عقل وأسس عام 1985 «حركة التغيير»، التي سجّلت بصفتها حزبا لبنانيا بتاريخ 29 كانون أول 2010. سياسيا ينتمي محفوض إلى المارونية السياسية ويعتبر القوات اللبنانية ورئيسها سمير جعجع الأقرب إليه، ويعارض تيار رئيس الجمهورية ميشيل عون وخط التيار الوطني الحر الذي يتزعمه.
في فترة الحرب الأهلية تطوع في الأعوام 1986 إلى 1989 في الصليب الأحمر اللبناني ـ فرق الإسعاف الأوّلي. كمسعف شارك في عمليات الإنقاذ، حيث ساهم في عمليات سحب الجثث وإسعاف الجرحى والمصابين في معارك جباع وجرجوع التي كانت تدور بين حزب الله وحركة أمل.
في عام 1985 حصل تبدّل جذري في حياته من خلال الحادثة التي كانت السبب المباشر في تأسيس «حركة التغـيير»، كان في معهد مون لا سال خلايا طلابية تابعة لكافة أحزاب المنطقة الشرقية، حيث قرر هؤلاء طرد تلميذين ينتميان إلى الطائفة الإسلامية الأمر الذي دفع محفوض وبعض رفاقه إلى مواجهة ومجابهة هذا الأمر، وقد نجح مع رفاقه في إبقاء التلميذين حتى نهاية السنة الدراسية، ولكن هذه الحادثة لم تكن وحدها الدافع في تأسيس حركة سياسية، حيث في ذلك الوقت كانت تدور مفاوضات بين الميليشيات لصياغة الاتفاق الثلاثي، وكان أن بدأت بالبروز بعض المعلومات حول خفايا هذا الاتفاق، لذا من الموضوعية بمكان القول أنّ الاتفاق الثلاثي كان من أسباب إطلاق الحركة.
بعد تأسيس «حركة التغـيير» توّجه محفوض نحو سعيد عقل حيث تتلمذ على يديه لأكثر من ثلاث سنوات، وكان يشترط سعيد عقل على محفوض عدم تدوين أيّ كلمة بل تعبئة الرأس مما يسمعه ويشاهده، ومن ثمّ قدّم سعيد عقل محفوض للعماد ميشال عون قائد الجيش وقتذاك، ولتبدأ مرحلة منذ العام 1987 حتّى 2006 يومها بدأ تاريخ الوعي الحقيقي على المستوى السياسي، وعلى مستوى كشف الحقائق، وقد توّج محفوض تجربته هذه من خلال كتاب «خديعة العصر».
خلال توّلي العماد عون رئاسة الحكومة الانتقالية منذ ايلول 1988 ولغاية 12 تشرين الأول 1990، عمل محفوض ورفاقه على تجييش اللبنانيين وحثّهم للتعلق بالقضية اللبنانية، مقدمين كلّ دعم مادي ومعنوي للعماد عون، وخلال هذه الفترة قامت «حركة التغـيير» بسلسلة من التحركات:
- توجيه المظاهرات الشعبية باتجاه "قصر الشعب
- الانتقال إلى مناطق تواجد جيش الاحتلال السوري وتوزيع المناشير والصور والكتابة على الجدران
- إقامة المهرجانات واللقاءات الشعبية، ولعلّ أكثرها حماوة تلك التي نظّمها محفوض مع رفاقه في مطعم القلعة ـ عين سعادة حيث أرسل العماد عون رسالة بصوته بواسطة كاسيت تسجيل، وكانت المرة الأولى التي يطلّ خلالها عون عبر وسائل الإعلام.
- تنظيم والمشاركة في معظم التظاهرات التي كانت تحصل تحت عنوان الحرية والقرار 1559 وضرورة انسحاب الاحتلال
- أطلق محفوض خلال فترة الاحتلال مؤلفات عديدة أبرزها:

«... نحن والقضية»، «لبنان من الفينيقيين إلى العونيين»، «... وإلاّ انتهى لبنان !»...
- يُعلن دائما«أنه يحمل بين يديه أهمّ ملف توّكل به وهو ملف القضية اللبنانية، التي يعتبرها أهمّ إرث آل الينا من أجدادنا، ونحن بدورنا نورثه إلى أحفادنا من بعدنا، وهو كما يردّد دائما» هذا الوطن، ورثناه لبنانيا«ونسلّمه لبنانيا».

خلال وجود الجيش السوري في لبنان كقوات ردع بين الاطراف المتناحرة في الحرب الاهلية اعتقل محفوض أكثر من 13 مرة، واستدعى للتحقيق عشرات المرات وقد صدر بحقه حكم عن القضاء اللبناني العسكري بتهمة توزيع المناشير ومناهضة الجيش السوري.
- يُصرّ محفوض على النوعية وليس الكمية، يُصرّ على الغضَب ويرفض البُغض
- يشدّد على فكرة التأطير في اختيار راغبي الانتساب إلى «حركة التغيير»
- يعتبر بكركي صرحا" وطنيا" ومرجعا" لكلّ اللبنانيين، ويعتبر من المقربين من البطريرك مارنصرالله بطرس صفير.
- هو عضو في الامانة العامة لقوى 14 آذار التي يعتبرها مؤسسة وطنية قائمة بذاتها.
- نشر العديد من المقالات في الصحف اللبنانية، وله آلاف المواقف والبيانات والتصريحات والمقابلات التلفزيونية والاذاعية وفي الصحافة المكتوبة. كما أصدر عدد من الكتب السياسية:«نحن والقضية», «لبنان من الفينيقيين إلى العونيين»,[8] «وإلاّ انتهى لبنان» «خديعة العصر»,[9] و«بثلاثين من الفضّة».[10]